# Armin Mohler
Armin Mohler, född 12 april 1920 i Basel, död 4 juli 2003 i München; pseudonymer: Nepomuk Vogel, Michael Hintermwald, var en schweizisk publicist, författare och journalist. Mohler räknas som apologet för den "konservativa revolutionen" och som en av de viktigaste tänkarna bakom den nya högern.